# 롄후구

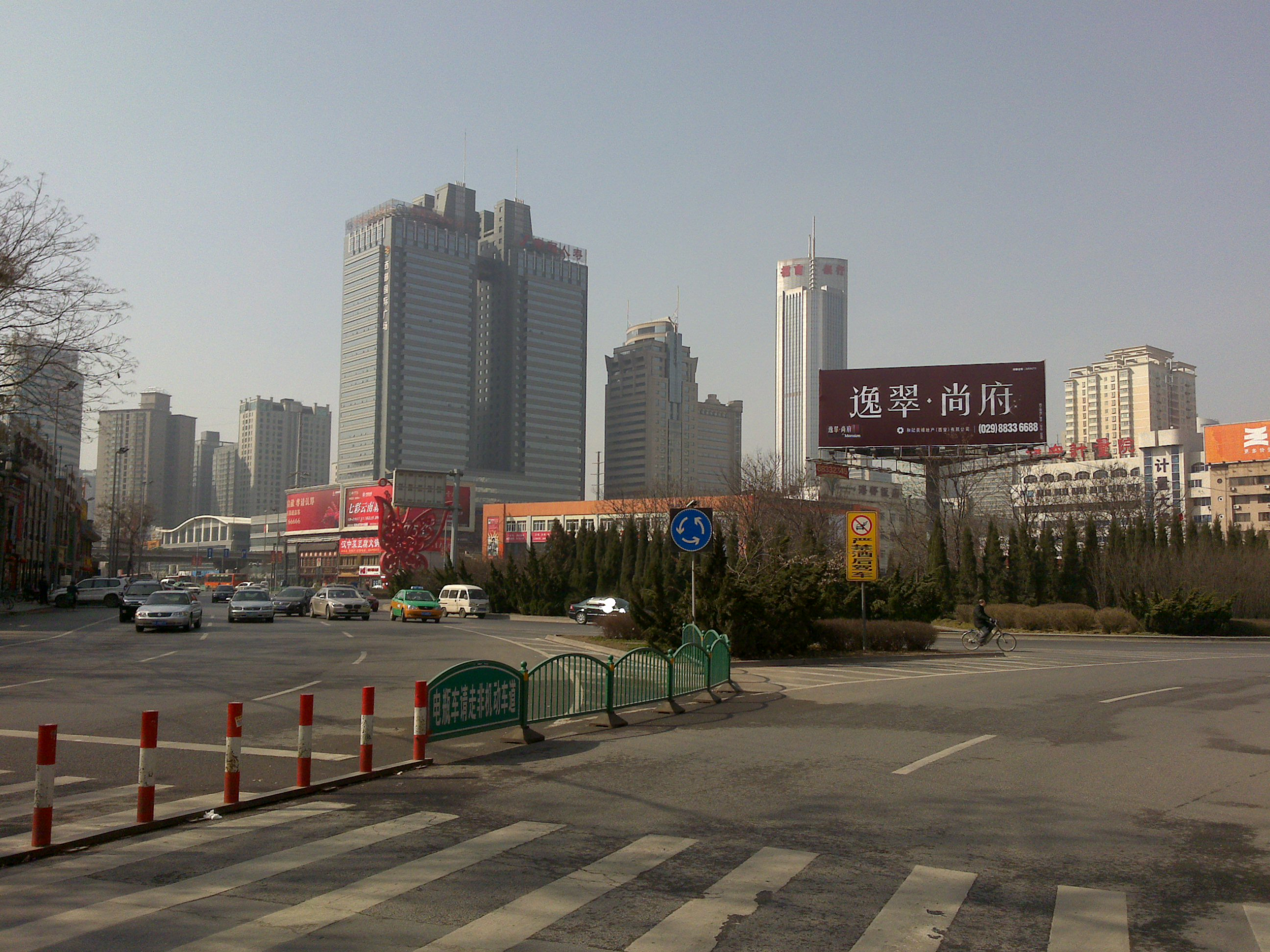

롄후구(한국어: 연호구, 중국어: 莲湖区, 병음: Liánhú Qū)는 중화인민공화국 산시성 시안시의 현급 행정구역이다. 넓이는 38km2이고, 인구는 2007년 기준으로 630,000명이다.

## 행정 구역
9개 가도를 관할한다.
- 가도: 青年路街道, 北院门街道, 北关街道, 红庙坡街道, 环城西路街道, 西关街道, 土门街道, 桃园路街道, 枣园街道.